# Castillo de Örup
El Castillo de Örup (en sueco: Örups slott) es un castillo en el municipio de Tomelilla, Escania, en el sur de Suecia. Localizado a pocos kilómetros al sur de Tomelilla, junto con Glimmingehus, el Castillo de Bollerup y Tosterup Österlen, los castillos fueron construidos a finales de la Edad Media. Fueron construidos como poderosas defensas en un incierto y peligroso tiempo, cuando los suecos y daneses luchaban por el poder y los señores creían que debían proteger su propio terreno contra enemigos externos.
- Datos: Q4994391
- Multimedia: Örups slott / Q4994391